# Культ квітів у Японії
Культ квітів у Японії — серед національних особливостей японського народу, які не можуть не привертати уваги при відвідуванні Японії, «кидається в очі» глибока прихильність японців до живих квітів, до вирощування і розведення, догляду та широкого використання їх у вигляді прикрас. Рідко ще де можна спостерігати таку надзвичайну прихильність до живих квітів і рослинного світу. З давніх часів особливе ставлення японців до природи породило специфічні японські звичаї милування місяцем, снігом, червоним листям клена, квітучими деревами, різними квітами в залежності від пори року. Милування у древніх японців — це сприйняття світу, природи, всієї сутності буття через споглядання краси. Це не просто милування, а й співпереживання.
Давні японці відвідували храми не тільки для проведення релігійних обрядів, але і для того, щоб відчути зміну настроїв природи. Це вилилося у своєрідні свята, що супроводжуються піснями, танцями, виставами, народними гуляннями, розважальними прогулянками. 
Саме в Японії  ритуальний буддійський обряд підношення певних квітів божествам і предкам розвинувся у особливий вид мистецтва – ікебана. З часом ікебана стала відігравати важливу роль у культурі та повсякденному житті народу. Можна сміливо сказати, що у поезії й мистецтві, а й у побуті поведінка японців та його настрій, одяг часто гармонують з часом року, тобто з природою. Свята, пов'язані з культом природи, до сьогодні займають рівноправне місце серед японських традиційних свят.
Японці мають три культи — це квітів (花見 ханамі), місяця (月見 цукімі) і снігу (雪見 юкімі). Ці культи та їх форми вироблені побутом і знайшли своє яскраве відображення в поезії, живописі, в живій мові народу.
|                     | Квіти — навесні, Зозуля — влітку. Восени — місяць. Холодний чистий сніг — Взимку. |
| — Доґен (1200–1253) |                                                                                   |

Настільки великій ролі квітів у житті японців безсумнівно значною мірою сприяють природні умови Японії. М'який морський клімат, велика кількість вологи і сонячного тепла, благодатний ґрунт дозволяє японцям майже протягом усього року вирощувати різноманітні живі квіти і декоративні рослини. У великих містах, в тому числі і в Токіо використовується найменша можливість, будь-який клаптик землі, для розведення квітів і декоративних рослин. В кожному японському будинку є неодмінна приналежність, так званий «о-нива», садок при будинку. Японські квіткарі прагнуть до того, щоб живі квіти росли і цвіли безперервно протягом усіх чотирьох сезонів року і щоб при цьому не порушувався певний малюнок, витканий самою природою з найкрасивіших кольорів квітів та їх поєднань.

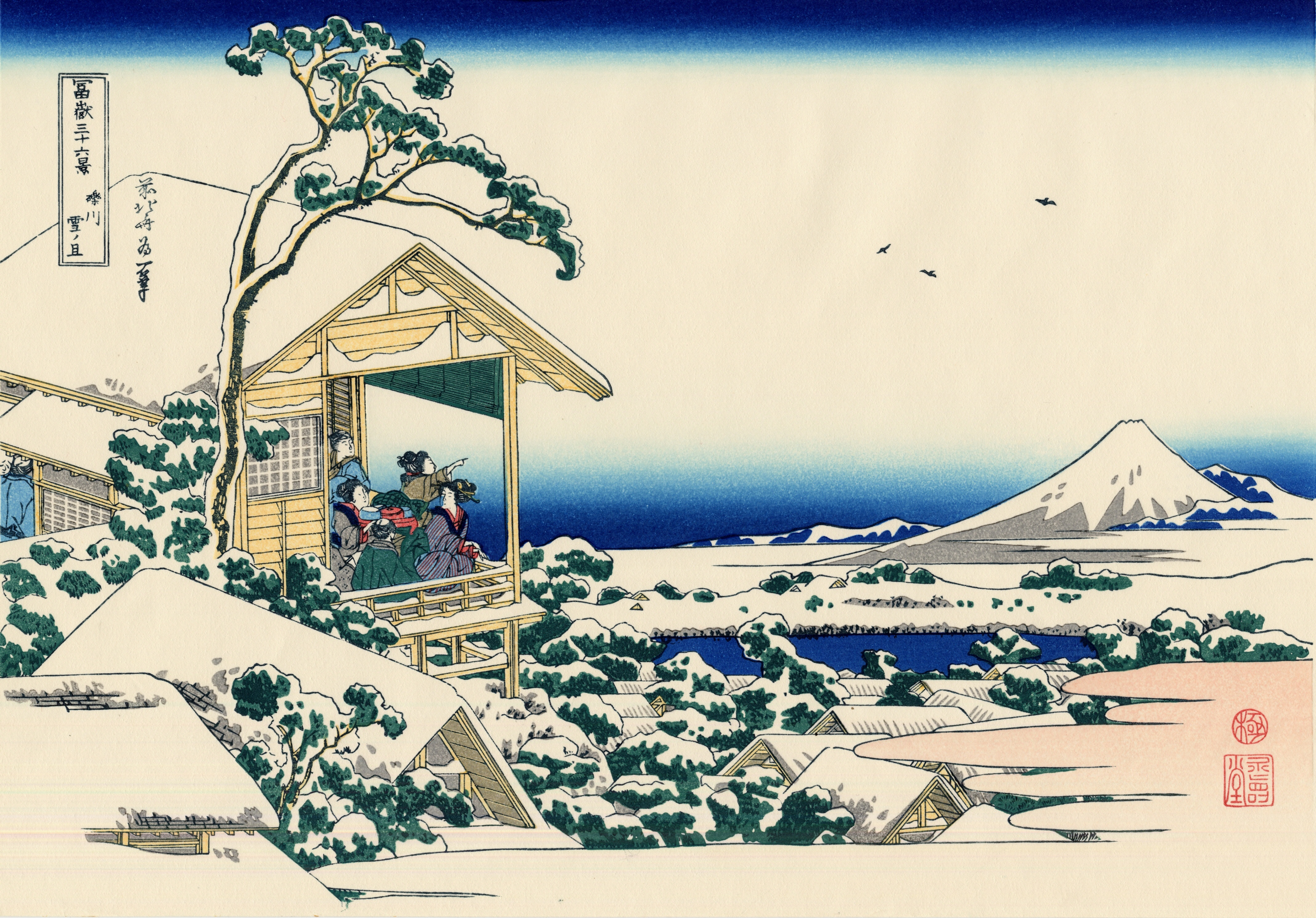
Кацусіка Хокусай. Милування снігом
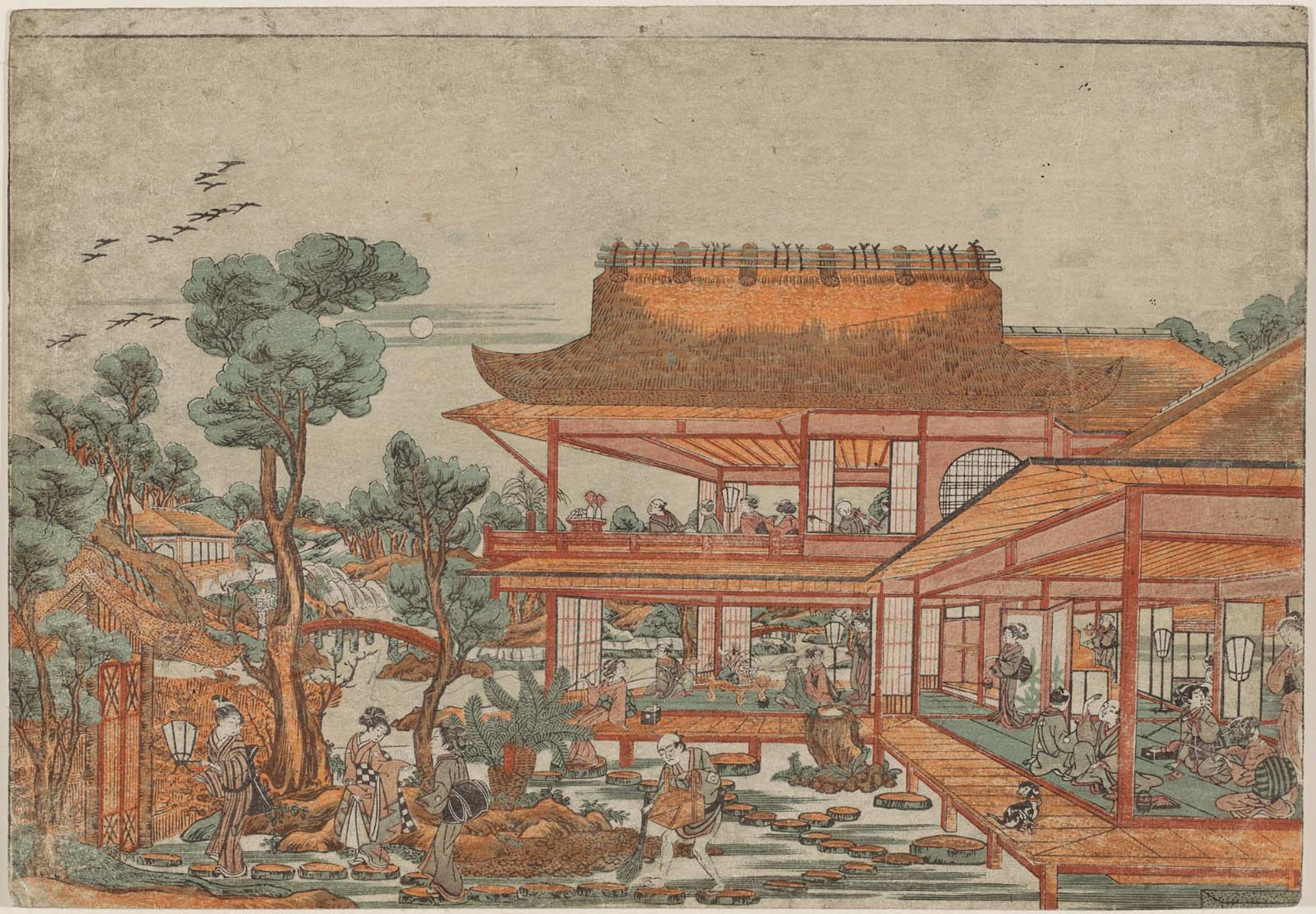
Утаґава Тойохару (1735 — 1814) . Милування місяцем
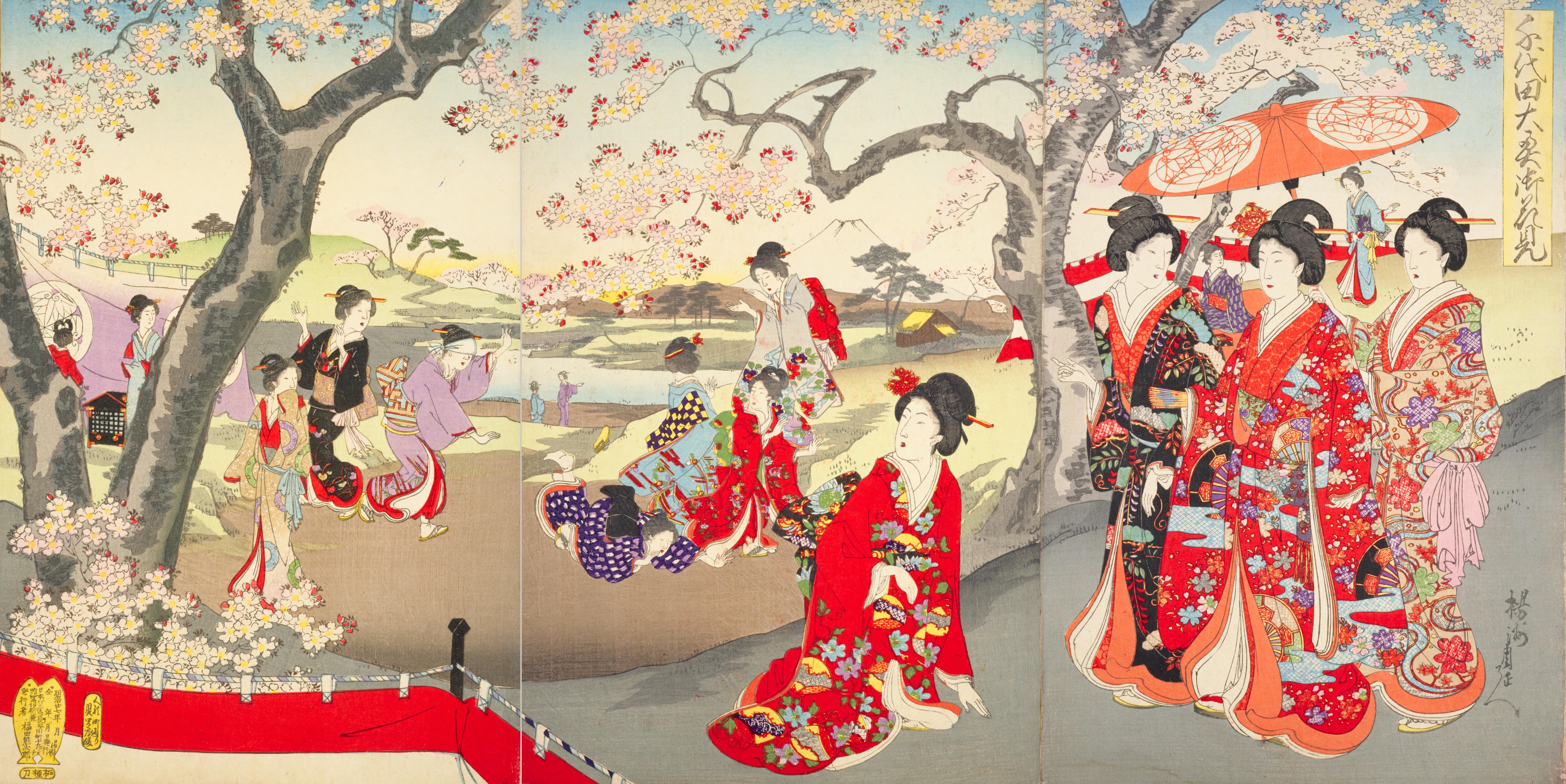
Тойохара Тіканобу (1838 — 1912). Жінки в палаці Едо насолоджуються сакурою, що квітне, 1894

Загалом всі сезони, а їх японці нараховують 24 на рік, поєднанні в Японії зі своєю квіткою. На початку весни — слива, весна в розпалі — вишня, один з сезонів осені — хризантема. Японський календар складається з ряду квіткових святкувань, відповідно до місяця, в якому ці квіти розквітають. Любов до квітів в японців виражається в святах: вишні, азалії та хризантеми. На Новий рік будинки японців прикрашаються сосною, бамбуком та плющем. В давні часи японки одягали традиційне кімоно з квітами, які відповідали певному місяцю. Коли розцвітали вишні, вони носили кімоно з квітами вишні, пізніше з квітами азалії і т. д. до листопада. В листопаді святкували розквіт хризантем. Також на стінах будинків, в давні часи, вішали какемоно з зображенням тих квітів, які цвіли в цей місяць, наприклад гліцинії, піонів, лотосів. Перед какемоно завжди стоїть букет квітів. За сакурою на початку травня розквітають півонії, а за ними в червні квітнуть іриси. Іриси в Японії висаджують біля  води, а також вони займають цілі поля, вкриваючи їх під час цвітіння фіолетовою барвою. Через кілька днів після ірисів розквітають гліцинії, вкриваючи ландшафт фіолетовими квітами. Після сакури і хризантем третім за популярністю є період цвітіння лотосів. Протягом усього серпня ці квіти можна спостерігати по каналах, ставках та озерах, ріках. Під час цвітіння лотосів населення виходить на прогулянки, щоб помилуватись їх цвітінням. Найбільшим культом в Японії є квітка хризантеми, яка цвіте осінню. Нею закінчується період цвітіння квітів. Після нього наступає період милування барвами осінніх дерев.

## Цвітіння сливи
Традиція милування квітучою сливою (уме) — прикмета зимового сезону. Ця церемонія називається камбай (рання слива). Поети та художники неодноразово зверталися у своїй творчості до цього поетичного образу. Він став складовою японської календарної поезії, а улюбленою темою зимових пейзажів японських художників було зображення солов'я на гілці квітучої сливи.
Здавна в Японії існував запозичений з Китаю звичай під час цвітіння уме влаштовувати турніри поетів на найкращі вірші про квіти сливи. Цвіте уме в Японії з кінця грудня до кінця березня. Оскільки слива розквітає в сувору пору року і раніше інших квітів, вона символізує силу і шляхетність, служить уособленням радісного пробудження природи, вічного оновлення життя, є побажанням благополуччя, щастя і довголіття. Квіти сливи зберігаються навіть у морозну погоду. З цвітінням сливи починається рік, за природнім місячним календарем, тобто в лютому. Японська «уме» нагадує наше сливове дерево. Для нас слова вишня та слива, означають насамперед плід, а для японців — квітучі дерева. На Японських островах налічується кілька сотень різновидів «уме», за забарвленням «уме» поділяються на червону, білу і димчасто-зелену, а найціннішою вважається «уме» з білими квітами і фіолетовими тичинками. Японська слива буває прямою і вигнутою. Квіти сливи користуються у японського народу незвичайною прихильністю, вони є не тільки прекрасним видовищем, але й символізують непереборний прояв сил природи, їх пробудження після зимового сну.
Одним із районів, де рано зацвітають сливові дерева, єм. Атамі. Тут з 15–17 січня впродовж місяця проводиться свято сливи, під час якого відбуваються змагання співочих птахів (зазвичай солов'їв) та змагання фотографів на найкращу світлину пейзажу зі сливою. У саду місті 1300 сливових дерев ста сортів. В Атамі можна побачити квіти сливи і на знаменитій ширмі художника XVII ст. Огата Коріна — «Цвітіння червоної та білої сливи».
Один з найбільших у Японії сливових гаїв (площею 2,5 тис. га) розташований у містечку Мінабе. Він займає пагорби та долини трьох сіл. Тисячі мешканців м. Осака та прилеглих до нього менших міст приїжджають сюди насолодитися цвітінням цього дерева. А з лютого таких місць стає дедалі більше. Один із наймальовничіших сливових парків країни знаходиться в містечку Йосіно (Нара). Прекрасний також парк і в Нікко (Тотіґі) — цієї туристської мекки Японії. Сливовий гай у містечку Цукігасе (Нара), що протягнувся приблизно на 5 км вздовж течії річки Небарі вважається найбільш красивим. Славляться також сливовими садами храми Тендзін.

## Цвітіння сакури
Великою любов'ю користується в Японії квітучі дерева. Тут перш за все треба назвати знамениту японську вишню — сакуру, оспівану в японській поезії і яка найбільш широко відображається в картинах художників різних поколінь. Цвіт сакури з'являється на голих вигнутих гілках вишні навесні. Японці розміщують її пр гілки у витончені фарфорові вази. В Японії існує народний звичай милуватися квітучими вишнями, він оспіваний у численних творах японської поезії. В сонячні дні навесні жителі японських міст прагнуть потрапити в парк або сад і часто стоять годинами, милуються білою або рожевою хмарою квітучої сакури.
Не існує ніде такого настільки своєрідного чи не всенародного культу, як культ квітів сакури в Японії. Жива гілка сакури, яка ніби служить символом багатого і своєрідного рослинного світу цієї країни, найповніше відображає естетичний смак японського народу.

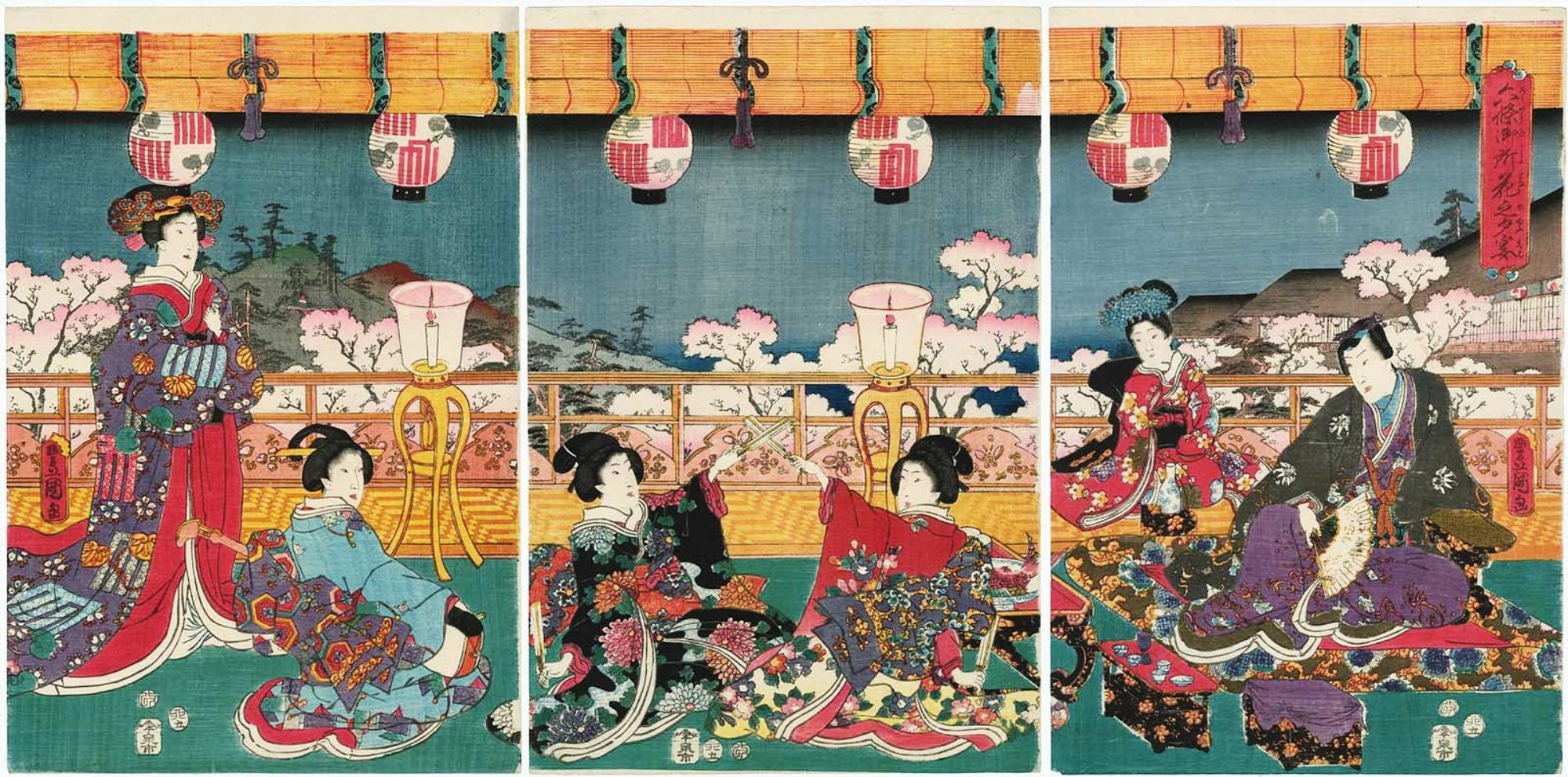
Утаґава Кунісада (1786 – 1865). Під квітучою сакурою.
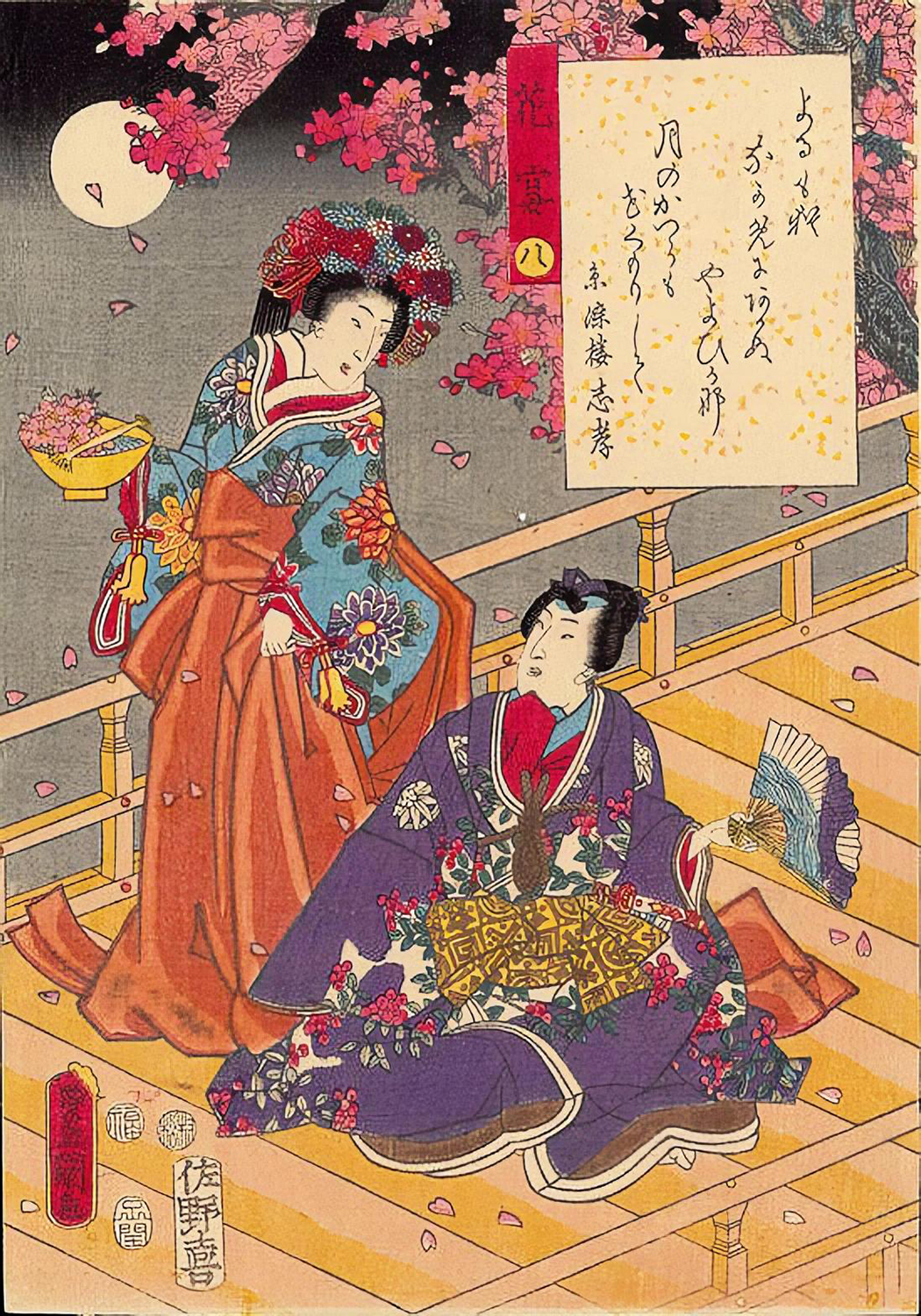
Утаґава Кунісада (1786 – 1865). Під квітучою сакурою.

## Милування квітучими ґліцініями
Квіти в Японії — це природа одухотворена класичною поезією і літературою, народними віруваннями і звичаями. Ґліцинія розпускається пізньої весни, її суцвіття звисають з гілок довгими рядами, що колихаються від найменшого подиху вітру, це втілення весни, жіночої чарівності і витонченості.
|                        | Ніколи не набридне нам, разом зібравшись, милуватися хвилями ґліцинії. Як шкода, що добігає кінця радісне свято. |
| — Муракамі (925 - 967) | |

Цей вірш імператора Муракамі нагадує про традиції, що сягають вглиб століть, милування квітучими ґліцініями і зберігається через тисячоліття, а також знаходить відображення в образотворчому та декоративному  мистецтві.

## Азалія японська
Азалія японська (цуцудзі) дикоросла гірська рослина, яку шанують з часів першої поетичної онтології- Манйосю. ЇЇ пишні кущі серед скель біля гірських потоків виступають уособленням пристрасного але потаємного почуття. В збірках віршів вона найчастіше згадується в розділі пісні кохання. У річному циклі цвітіння азалії відкриває сезон зозулі, оскільки воно припадає на кінець весни, коли лунає перша кукування - вісник настання літа.

## Цвітіння хризантем
Серед живих квітів, які найбільше зустрічаються в Японії, потрібно виділити насамперед хризантему. Вони бувають літні, осінні і зимові. Хризантеми є традиційними квітами Японії і прикрашають  державну емблему Японії. Розводиться хризантема в Японії в основному для декоративних цілей. Хризантема як ніяка інша квітка є джерелом натхнення для японських живописців, які створюють неймовірні полотна з зображеннями цих квітів. В японській поезії існує безліч творів, які присвячені квітам хризантеми. На відміну від європейських країн, в Японії культивуються не тільки осінні хризантеми, а також і літні. Японські квіткарі намагаються висаджувати хризантеми різних сортів так, щоб їхнє цвітіння не співпадало і продовжувалося безкінечною чередою; коли відцвітають одні хризантеми, зацвітають інші. В великих містах влаштовуються виставки хризантем. Найбільшої сили і яскравості набуває цвітіння в вересні місяці. За літературними джерелами хризантеми були завезені в Європу в XVII столітті, а в Японії вони вирощуються з VII століття. Лише лотос та бамбук можуть створювати конкуренцію з хризантемою в популярності. Хризантеми на Далекому сході це не тільки декоративні рослини, їх пелюстки додаються також до ароматних сортів чаю, з них роблять  лікери і вина.  Дев'ятий місяць японського календаря, що відповідає українському жовтню, називався «хризантемовим місяцем», а дев'яте число дев'ятого місяця — «святом хризантем».

## Милування барвами осінніх дерев
Ще одним предметом милування японців восени є момідзігарі — червоне або багряне листя клена. За старих часів цей звичай був пов'язаний з осіннім святом урожаю наприкінці 11-го місяця. Коли були закінчені всі польові роботи, селяни могли трохи відпочити. Вони танцювали, співали пісні, плели вінки з листя клена. Потім цей звичай поступово трансформувався в поїздки на природу, на гарячі джерела або на відвідини парків, щоб відпочити, милуючись осіннім листям клена. Хоча багряне листя клена і привертає до себе увагу вже багато століть, спеціальної обрядовості не існує. Але є місця, що славляться своїми кленовими гаями, куди і з'їжджаються тисячі любителів момідзі. Це, наприклад, Нікко, гори Хаконе, острів Міядзіма.
Японські художники любили зображати червоне листя клена або сцени споглядання їх на ширмах та фусума (розсувна перегородка в будинку). Досі можна милуватися цими витворами мистецтва у музеях. Наприклад, дуже відома ширма "«Милування кленами на горі Такао»", розписана художником XVI ст. Кано Хідейорі - майстром жанрового живопису. На ній зображені побутові сценки з життя городян, які милуються момідзі. Після того як відцвіли хризантеми, пейзаж прикрашають тільки почервоніле і пожовкле листя клена, і, милуючись ними, люди чекають на прихід весни, а з нею і цвітіння сакури.

Милування кленами на горі Такао

## Карликові дерева
Великою своєрідністю японського побуту є широке декоративне застосування карликових дерев і багаторічних рослин. Особливість цих рослин полягає в тому, що вони часто бувають найбільш незвичайних форм і конфігурацій, являють собою химерне сплетення кривих, звивистих гілок, іноді це виходить природним шляхом, але часто це досягається штучно. Навмисним втручанням людини рослина приймає найнезвичайніші обриси. Саме таким втручанням людини пояснюється різноманіття найнесподіваніших химерних форм рослин, наприклад у вигляді решітки, у вигляді правильного круга або квадрата, то у вигляді тонко сплетеної крученої кулі. Це особливе мистецтво має свою спеціальну назву: уєкі. Дослівний переклад означає: посадка дерев, але він зовсім не відповідає. змістові цього поняття. Для японця уєкі, це майстерність і мистецтво вирощувати дерева в мініатюрі. Особливо широкого поширення набули такі рослини як: сосна, кипарис, низькоросла чорна сосна, різноманітні пальми, корковий дуб, кактуси, багатобарвна гортензія, «тисячолітній» лотос.

## Аранжування квітів
Ікебана виникла в Японії в XV столітті і спочатку мала релігійну спрямованість, будучи піднесенням богам в японських храмах. Ікебана розвивається в рамках певних шкіл і стилів. Найбільш відомими в Японії вважаються школи Ікенобо, Охара, Согецу. Історія школи Ікенобо— це історія ікебана, початок якої було покладено в середині XV століття. Назва школи пов'язана з ім'ям ченця Сенму — одного з перших японців, який відвідав Китай на початку VII століття і привіз звідти самі перші відомості про квіткові композиції. Як свідчить легенда, Сенму оселився поруч з храмом Роккакудо в Кіото,  біля ставка «ки» на хуторі «бо» і самостійно почав складати композиції з квітів у храмі, які присвячувались Будді. Саме ці два слова і дали назву однієї з найдавніших шкіл аранжування квітів — Ікенобо. Надалі нащадки Сенму продовжували і розвивали його традиції, а з середини XV століття донині школа Ікенобо є однією з найбільш значущих в квітковому мистецтві. У наш час більше 30 млн осіб по всьому світу, займаються у школах Ікенобо. З часу виникнення школи починали свій розвиток у такій послідовності: татебана, рікка, тябана, початкове нагеіре, сека, сучасне нагеіре і морибана, вільний стиль.

### Татебана
Така композиція складається з прямо поставлених у вазу квітів. Цей стиль був пов'язаний з звичаєм «куге», який полягав у підношеннях до зображення Будди. Поряд зі свічником і посудиною для спалювання пахощів, ваза з прямо поставленими в неї
квітами була одним з трьох ключових елементів в композиціях мицугусоку. Зараз такі композиції можна побачити лише в буддійських
храмах — це найдавніший стиль ікебана. З плином часу квіти в композиціях татебана поступово набували самостійне значення, ніяк не
пов'язане з релігійним зображенням. Квіти ставилися для того, щоб ними можна було просто милуватися. Поступово композиція татебана
перетворювалася на композицію під назвою рікка.

### Рікка
Ікебана в стилі Рікка спочатку використовувалася для прикраси храмів, зараз використовується в основному для релігійних ритуалів і
урочистостей. Класична композиція рікка втілювала в собі могутню красу природи, в якій окремі її елементи символізували гірські вершини і пагорби, річки і водоспади, великі і малі селища. Цей стиль включає в себе 9 основних елементів. Той або інший елемент рікка міг бути виконаний тільки з певного матеріалу, який повинен чітко відповідати порі року і мати у композиції своє, точно визначене місце розташування

### Тябана
Стиль під назвою тябана з'явився в XVI столітті, і вирішальну роль у цьому зіграла чайна церемонія. Композиції тябана формуються у простих бамбукових, керамічних або плетених вазах і, як правило, в них присутні або одна квітка, або одна гілка, яка покликана втілювати у собі красу садів, лісів, полів.

### Початкове нагеіре
Дослівно назву цього стилю можна перевести як «квіти, у високій вазі». Як можна здогадатися з назви, композиції цього стилю характеризуються природністю. Поєднання цього нескладного стилю з набагато більш складним стилем рікка в XVIII столітті дав початок стилю сека, який в кінці XIX століття став символом мистецтва ікебана.

## Квіти в мистецтві
Живі квіти були завжди однією з улюблених тем японських художників, майстрів знаменитих мозаїчних творів і фресок, різьбярів по дереву і яшмі. Одним із видатних майстрів живопису квітів був Огата Корін (1658–1716). Він з особливою поетичною наснагою оспівував квіти сливи, хризантеми, іриси, камелії, кожні у відповідному сезоні. Інший майстер цього виду мистецтва - Утаґава Кунісада створив серію "Змагання квітів", співвіднісши квітку певного сезону з настроєм людини.

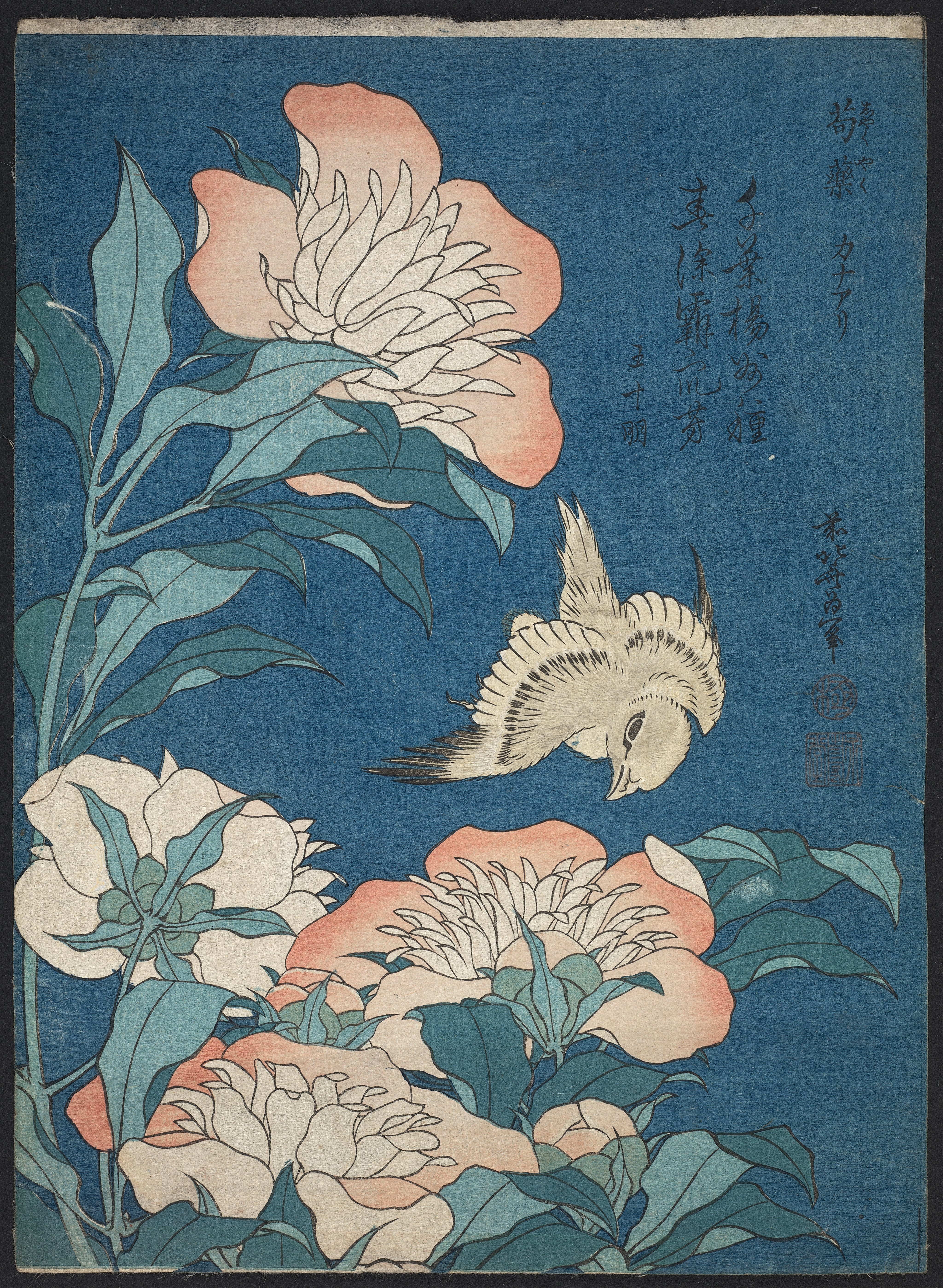
Півонії і канарка. Кацусіка Хокусай
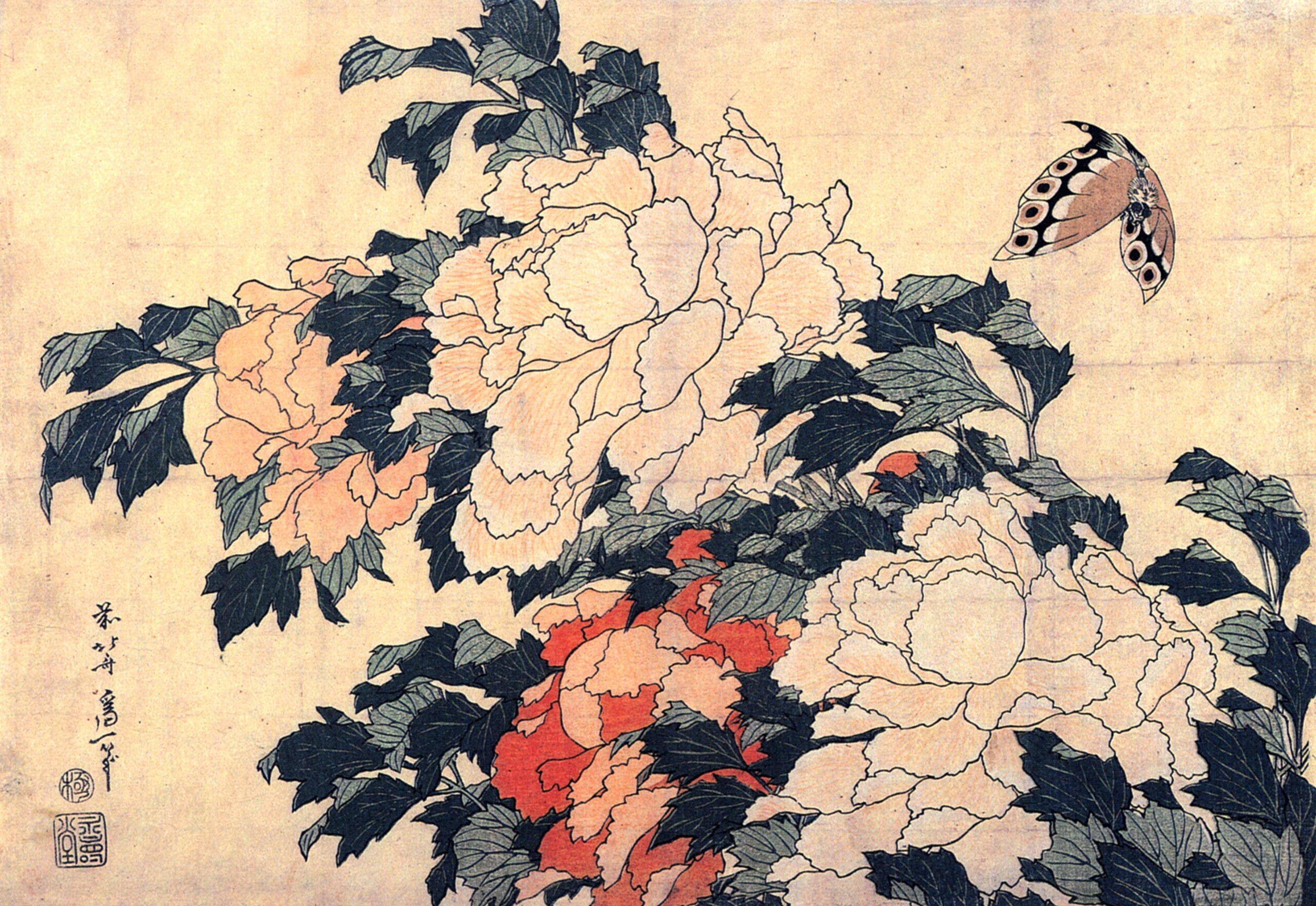
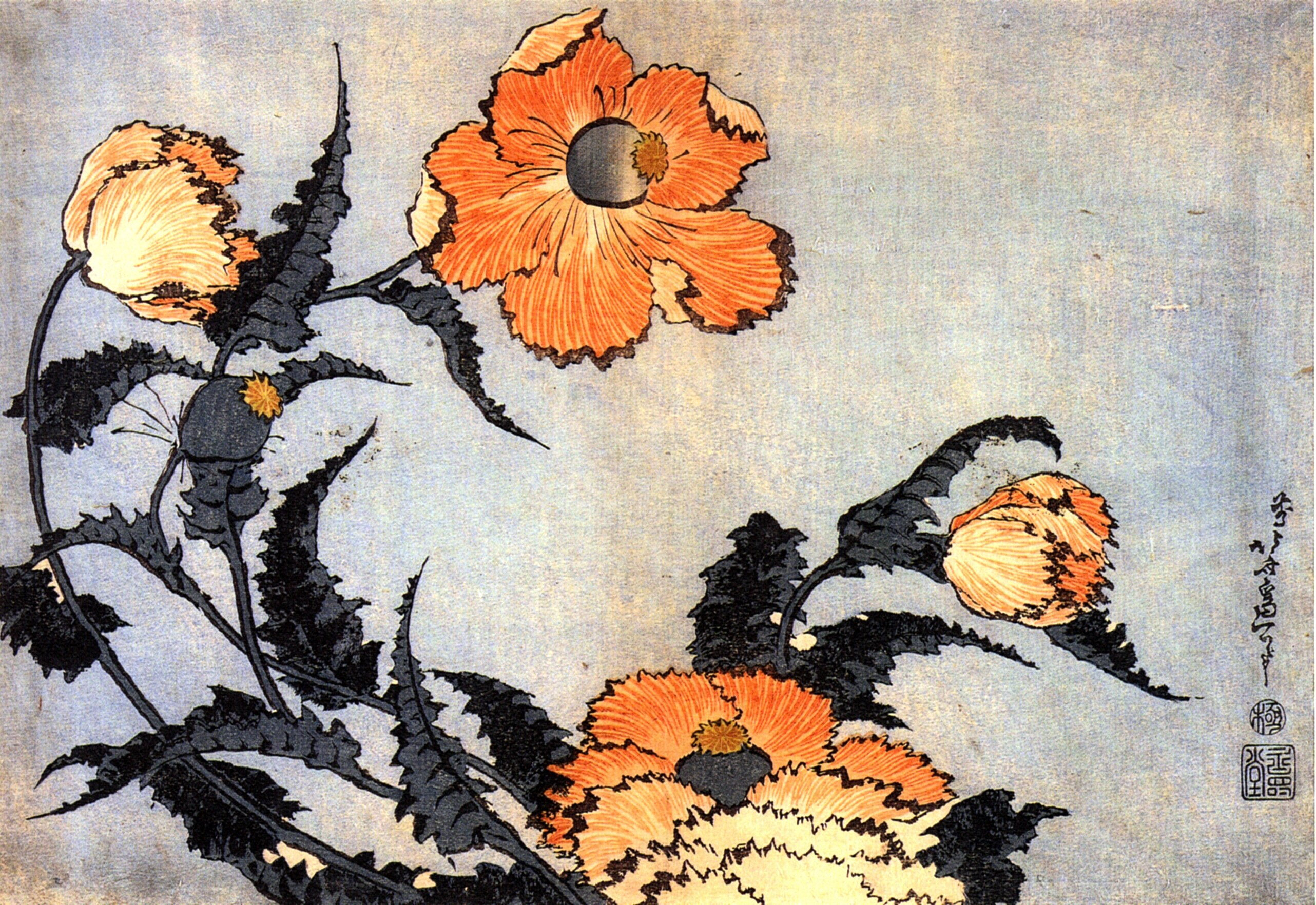
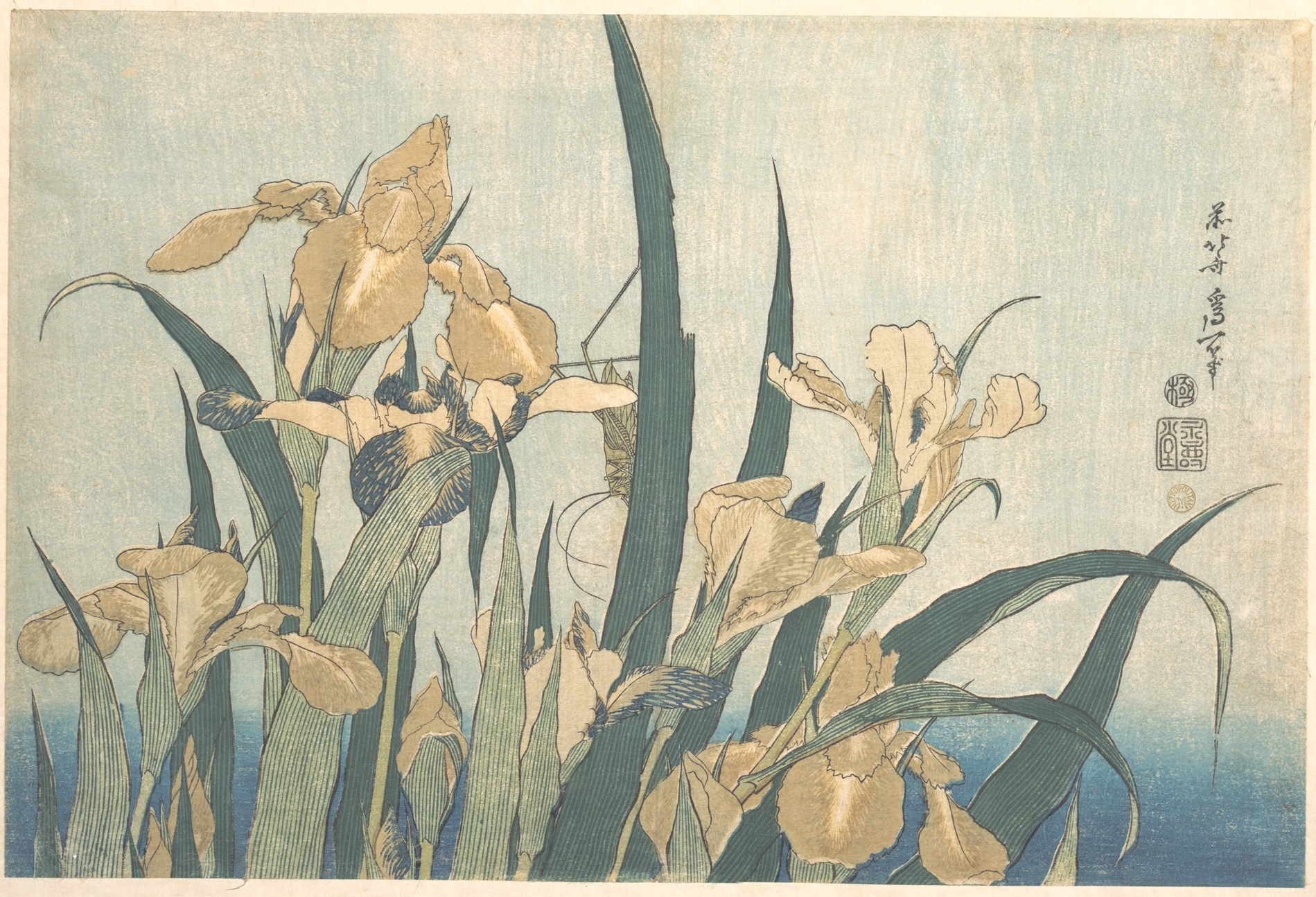